# Sveriges Radio P3

P3 (Sveriges Radio P3 або pe tre) — це один з чотирьох основних радіоканалів, який використовує Шведська національна організація радіомовлення Sveriges, що фінансується громадськістю. Його випуск орієнтований на молодь від молодшого шкільного віку до 35 років. Літера «P» в «P3» спочатку означала «програма», але на сьогоднішній день не має офіційного значення, це просто назва.
P3 транслюється по всій країні на FM (також цифровим шляхом через DAB у Стокгольмі, Гетеборзі, Мальме та Лулео), а також транслюється в Інтернеті. Вона також керує каналом P3 Star, що є вебсайтом та DAB.

## Програми
- DigiListan — це щотижнева двогодинна програма, яка представляє пісні, найбільш завантажені в Швеції протягом попереднього тижня.
- Morgonpasset i P3 — це щоденне шоу, що складається з музики, інтерв'ю та гумору.
- Christer i P3 — щоденний вечір та недільний ранковий сніданок, який показує про людські стосунки з теплим та гумористичним трюком. Показ працює вже з 2003 року і в даний час є одним з найдовших шоу P3.
- Musikguiden i P3 — щоденне радіо шоу, присвячене всім видам музики.
- P3 Rock — це щотижневе двогодинне радіо шоу з новим роком та жорстким роком.
- P3 Soul — це щотижневе радіо шоу, присвячене музиці душі та хіп-хопу. Воно було організоване 1978 року Матсом Нілешкером, який був першим ведучим, що грав хіп-хоп на шведському радіо.
- P3 Star — це щотижневе двогодинне радіо шоу, орієнтоване на молоду аудиторію та присвячену новій музиці.
- Vaken med P3 & P4 — це шоу на ніч і ранок для сніданків. Це одночасно з Sveriges Radio P4.
- P3 Nyheter — новизна, що транслюється з понеділка по п'ятницю з 6:30 до 6:00 вечора. Вечорами, днями та вихідними Ekot відповідає за новини. P3 Nyheter — часовий розмовний обід.

Окрім музичного програмування, P3 також надає службу каналів трафіку.